# Reinsfjellet
Reinsfjellet er et 994 meter højt bjerg i Gjemnes kommune, i Møre og Romsdal.
Der er bilvej op til toppen hvor der er en radio og fjernsynsmast.
Fra toppen kan en se syv kirker.

## Billedgalleri
- Reinsfjellet, set fra Bergsøya
- Udsigt mod nordvest Bergsøya, med Averøy og Frei i baggrunden

62°55′47″N 7°55′35″Ø / 62.9297°N 7.9264°Ø